# Leptoteleutias
Leptoteleutias är ett släkte av insekter. Leptoteleutias ingår i familjen vårtbitare.
Kladogram enligt Catalogue of Life:
| Leptoteleutias | \| \| Leptoteleutias exilis \| \| \| \| \| \| Leptoteleutias vittatus \| \| \| \| |
|                | \| \| Leptoteleutias exilis \| \| \| \| \| \| Leptoteleutias vittatus \| \| \| \| |
|                | Leptoteleutias exilis                                                             |
|                |                                                                                   |
|                | Leptoteleutias vittatus                                                           |
|                |                                                                                   |